# أحمد شلبي
أحمد شلبي، مؤرخ مصري، صاحب كتاب موسوعة التاريخ الإسلامي والحضارة الاسلامية.

## ترجمته
أحمد محمد جَابَ الله شَلَبِي، (1333 : 1334 هـ)-1421 هـ، 1915/5م-2000/8م، مؤرخ ومفكر متخصص في التاريخ والنُّظُم (نظم الإدارة والحكم) والحضارة الإسلامية.
ولد في قرية عليم إحدى قرى محافظة الشرقية (بمصر)، لأسرة يرجع نسبها إلى أبي بكر الصديق، وتلقى تعليمه الأولى بكتاب القرية فحفظ القرآن الكريم، التحق بالمعاهد
الأزهرية، وتخرج بدار العلوم (بالقاهرة) سنة 1945، وحضل على دبلوم في التربية وعلم النفس،
كما حصل على درجة الماجستير من جامعة لندن، والدكتوراه من جامعة كمبردج بإنجلترا.
عمل مدرسا بدار العلوم (جامعة القاهرة)، ومديرا للمركز الثقافي المصري بأندونيسيا سنة 1955 (لست سنوات)،
وأستاذا مساعدا بدار العلوم سنة 1956، فأستاذا ورئيسا لقسم التاريخ الإسلامي والحضارة الإسلامية بدار العلوم سنة 1961. كما قام بالتدريس بجامعات الباكستان
وماليزيا وأندونيسا.
وكان عضوا بالمجلس الأعلى للشئون
الإسلامية، وعضوا بالمجلس الأعلى للثقافة، وبالمركز العالمي للسيرة والسنة،
وعضوا باليونسكو.
له عدد من الكتب الإسلامية باللغات
العربية والإنجليزية والأندونيسية (وله بها 16 كتابا)، أبرزها: (موسوعة) التاريخ الإسلامي والحضارة الإسلامية، وله مقالات في عدد من الدوريات وأحاديث في التلفاز والإذاعة (خاصة في
إذاعة القرآن الكريم بمصر)، وشغل رئيس تحرير (مجلة) الزهراء (الصادرة عن جمعية الدراسات الإسلامية، عن معهد الدراسات الإسلامية، التابع لجامعة الدول العربية،
القاهرة) (مثلا: السنة الثالثة، العدد الأول: 5 / 1407 = 1 / 1987).
حصل على وسام الجمهورية (من مصر) سنة 1983، ووسام العرقة من أندونيسيا سنة 1984، ووسام العلوم والفنون سنة 1988.

## آثاره

### الموسوعات
- - موسوعة التاريخ الإسلامي والحضارة الإسلامية : «دراسة تحليلية شاملة في عشرة أجزاء لتاريخ العالم الإسلامي كله، من مطلع الإسلام حتى العهد الحاضر، مع دراسة الجوانب الحضارية التي أسهم بها المسلمون في ترقية العمران وتطوير الفكر البشري». (10 أجزاء)
- - موسوعة النظم والحضارة الإسلامية: «دراسة تاريخية توضح مكانة الحضارة الإسلامية ومقارنة الأديان بين علوم صدر الإسلام، وظروف اختفائهما من المناهج».(10 أجزاء)
- - مقارنة الأديان: الإسلام، اليهودية، المسيحية، أديان الهند الكبرى. (4 أجزاء)

### الدراسات
- - أبو بكر الصديق حياته وعصره والمشكلات التي واجهها. (مجموعة: المكتبة الإسلامية لكل الأعمار. العشرة المبشرون بالجنة)
- - أبو عبيدة ابن الجراح. (مجموعة: المكتبة الإسلامية لكل الأعمار. العشرة المبشرون بالجنة)
- - الإسراء والمعراج: دراسة تصحيح للقضاء على الشطحات والخيال. (مجموعة: المكتبة الإسلامية لكل الأعمار. من السيرة النبوية العطرة)
- - الإسلام والقتال: هل انتشر الإسلام بالقوة أو بالدعوة؛ غزوة بدر ودراسات جديدة عنها. (مجموعة: المكتبة الإسلامية لكل الأعمار. السيرة النبوية العطرة)
- - الإسلام وعقيدة التشريع الروحي.
- - تاريخ التربية الإسلامية.
- - تاريخ التعليم الإسلامي.
- - تاريخ المناهج الإسلامية. مناهج التعليم في صدر الإسلام. انحرافاتها في عصور الظلام. وجوب تصححها. (ضمن: موسوعة النظم والحضارة الإسلامية)
- - تعليم اللغة العربية لغير العرب.
- - التفسير الميسر للقرآن الكريم.
- - تمييز العرب والإعجاز البلاغي للقرآن. (مجموعة: المكتبة الإسلامية لكل الأعمار. دراسات قرآنية)
- - توجيهات طبية يقدمها الرسول مكرمات للرسول. الرسول والمنافقون. (مجموعة: المكتبة الإسلامية لكل الأعمار. السيرة النبوية العطرة)
- - الحكومة والدولة في الإسلام.
- - خصائص القرآن والأصول التي جاء بها لخير الناس في الدنيا والآخرة. (مجموعة: المكتبة الإسلامية لكل الأعمار. دراسات قرآنية)
- - دراسات من القصص في القرآن الكريم: قصة أصحاب الكهف. (مجموعة: المكتبة الإسلامية لكل الأعمار. دراسات قرآنية)
- - رحلة حياة: مشاهد وتجارب مثيرة وهادفة.
- - الرسول بين أصحابه. الرسول يربي الفرد المسلم. الرسول يربي المجتمع الإسلامي. أخلاق إسلامية تميز بها الرسول. (مجموعة: المكتبة الإسلامية لكل الأعمار. السيرة النبوية العطرة)
- - الرسول الداعية. الرسول يربي العلماء والدعاة. (مجموعة: المكتبة الإسلامية لكل الأعمار. السيرة النبوية العطرة)
- - الزبير بن العوام. (مجموعة: المكتبة الإسلامية لكل الأعمار. العشرة المبشرون بالجنة)
- - سعد بن أبي وقاص. (مجموعة: المكتبة الإسلامية لكل الأعمار. العشرة المبشرون بالجنة)
- - سعيد بن زيد بن عمرو. (مجموعة: المكتبة الإسلامية لكل الأعمار. العشرة المبشرون بالجنة)
- - السياسة والاقتصاد في التفكير الإسلامي.
- - طلحة بن عبيد الله. (مجموعة: المكتبة الإسلامية لكل الأعمار. العشرة المبشرون بالجنة)
- - عبد الرحمن بن عوف. (مجموعة: المكتبة الإسلامية لكل الأعمار. العشرة المبشرون بالجنة)
- - عثمان بن عفان حياته وعصره. الفتنة التي أدت إلى قتله. (مجموعة: المكتبة الإسلامية لكل الأعمار. العشرة المبشرون بالجنة)
- - العلاقات الدولية في الفكر الإسلامي: عرض للعلاقات بين المسلمين وغير المسلمين ....
- - علي بن أبي طالب. (مجموعة: المكتبة الإسلامية لكل الأعمار. العشرة المبشرون بالجنة)
- - عمر بن الخطاب شخصيته والتوسع الإسلامي في عصره. (مجموعة: المكتبة الإسلامية لكل الأعمار. العشرة المبشرون بالجنة)
- - فتح مكة والعوامل التي ساعدت عليه. غزوة حنين والطائف. غزوة تبوك. الفترة الأخيرة في حياة الرسول. (مجموعة: المكتبة الإسلامية لكل الأعمار. السيرة النبوية العطرة)
- - الفكر الإسلامي منابعه وآثاره.
- - في قصور الخلفاء: دراسة تاريخية ونفسية للعصر العباسي الأول.
- - قصة إسماعيل عليه السلام. (مجموعة: المكتبة الإسلامية لكل الأعمار. دراسات قرآنية)
- - قصة الرجلين والجنتين. قصة ذي القرنين. (مجموعة: المكتبة الإسلامية لكل الأعمار. دراسات قرآنية)
- - قصة عزير. قصة أيوب عليه السلام. (مجموعة: المكتبة الإسلامية لكل الأعمار. دراسات قرآنية)
- - قصة قارون. قصة أصحاب الأخدود. (مجموعة: المكتبة الإسلامية لكل الأعمار. دراسات قرآنية)
- - قصة موسى والخضر. قصة أصحاب الجنة. (مجموعة: المكتبة الإسلامية لكل الأعمار. دراسات قرآنية)
- - قصة يُوسُف عليه السلام. (مجموعة: المكتبة الإسلامية لكل الأعمار. دراسات قرآنية)
- - قواعد اللغة العربية والتطبيق عليها.
- - كيف تكتب بحثا أو رسالة. دراسة منهجية لكتابة البحوث وإعداد رسائل الماجستير والدكتوراه. (كتبه لطلاب الدراسات العليا بالجامعة)
- - المجتمع الإسلامي: أسس تكوينه، أسباب تدهوره، الطرق إلى إصلاحه.
- - محمد قبل البعثة. (مجموعة: المكتبة الإسلامية لكل الأعمار. السيرة النبوية العطرة)
- - معلومات مهمة عن القرآن الكريم:.[4]

### مترجماته
- ترجمة: «الفكر الإسلامي منابعه
وآثاره»^ / م. م. شريف (ترجمة وتعليق: أحمد شلبي).

### مقالاته
مقالات كثيرة، منها مثلا:
- - مقال (الإسلام وحركات الإرهاب) نشر

ضمن كتاب «رأي الدين في إخوان الشيطان» (إصدار المجلس الأعلى للشئون
الإسلامية، مصر) ص 28 : 31. (الصادر في الهجوم على جماعة الإخوان المسلمين عام 1965 م، بعد
اعتقال عبد الناصر لهم)
- - مقال (الإمام الباقوري فكر وسيرة)

نشر في م. الزهراء (القاهرة) 1 / 1987 (العدد 1) / 15 : 24 . (وفي ص 15 : 23 معلومات عن أحمد شلبي،
وفيها يقرر اعتقاده أن المسيح لم يُرفع إلى السماء حيا بل بعد نجاته من الصلب مات، كما يقرر أنه ينكر وجود البراق – في قصة الإسراء والمعراج - ، وينكر قصة تردد
النبي في المعراج بين موسى وربه عند فرض الصلوات، كما ينكر المسيح الدجال،
والمهدي وان الربا هو ما كان عند الحاجة، وأن في صحيح البخاري أحاديث تحتاج
لتنقية – بل لعله يريد أنها موضوعة فليراجع -)
- - مقال (باب التاريخ والحضارة: مع

الدولة الإسلامية وهي تتكون وتتسع وتزدهر) نشر في م. الزهراء (القاهرة) 1 /
1987 (العدد 1) / 111 : 124.

## وصلات خارجية
- أحمد شلبي على موقع أرشيف الشارخ.

منتديات الونشريسي التعليمية: https://web.archive.org/web/20140826121105/http://bou-r.talk4her.com/t12428-topic#ixzz3B9GQ56hO